# Хаченаґет
Хаченаґет (вірм. Խաչենգետ), також Хачинчай (азерб. Xaçınçay) — річка у Закавказзі, що протікає територією Нагірно-Карабаської Республіки та Азербайджану. Річка бере свій початок на межі Мартакертського та Шаумянівського району, протікає територією Мартакертського та Аскеранського району НКР та вже на території Азербайджану вливається у річку Кура. На межі Аскеранського та Мартакертського райоу розташоване Хаченське водосховище. У долині річки Хаченаґет розташоване стародавнє місто Тігранакерт та найвідоміший монастир у Нагірному Карабасі — Гандзасар.